# Necronom
Necronom is een computerspel dat werd ontwikkeld door Lunatic Software en uitgegeven door Linel. Het spel kwam in 1990 uit voor de Commodore Amiga. Het is een shoot'em Up. De speler bestuurt een ruimteschip in een horizontaal scrollende wereld. Hij moet hierbij kogels en raketten ontwijken en tegenstanders neerschieten. Onderweg kan het ruimteschip worden geüpgraded na het behalen van verschillende power-ups. De graphics zien er metaalachtig uit en vertonen gelijkenis met Cybernoid. De graphics, muziek en geluidseffecten zijn van de hand van Michael Tschögl. Het spel is singleplayer en Engelstalig.

## Ontvangst
| Beoordeeld door                | Datum         | Score |
| ------------------------------ | ------------- | ----- |
| Amiga Power                    | januari 1992  | 78%   |
| Amiga Joker                    | mei 1990      | 77%   |
| ASM (Aktueller Software Markt) | november 1991 | 67%   |
| Amiga Format                   | januari 1992  | 23%   |